# State of Confusion
State of Confusion è il diciannovesimo album in studio del gruppo musicale rock britannico The Kinks, pubblicato nel 1983.

## Tracce
Lato 1
1. State of Confusion – 3:41
2. Definite Maybe – 4:27
3. Labour of Love – 3:54
4. Come Dancing – 3:54
5. Property – 4:19
6. Noise (solo ediz. audiocassetta) – 4:38

Lato 2
1. Don't Forget to Dance – 4:34
2. Young Conservatives – 3:58
3. Heart of Gold – 4:02
4. Clichés of the World (B Movie) – 4:51
5. Bernadette – 3:41
6. Long Distance (solo ediz. audiocassetta) – 5:23

## Formazione
- Ray Davies - voce, chitarra, sintetizzatore, piano
- Dave Davies - chitarra, voce (principale in Bernadette)
- Jim Rodford - basso
- Mick Avory - batteria
- Ian Gibbons - tastiere